# Fahim Anwari
Fahim Anwari, född 5 maj 1999, är en afghansk simmare.

## Karriär
I januari 2021 började Anwari träna vid Internationella simförbundets utvecklingscenter i Kazan, Ryssland. I april 2021 slog han nationsrekord på 50 meter fjärilsim med tiden 28,79 och på 50 meter bröstsim med tiden 31,89.
I juli 2021 vid OS i Tokyo slutade Anwari på 69:e plats på 50 meter frisim och blev utslagen i försöksheatet. Han blev den första simmaren från Afghanistan att tävla vid OS. I juni 2022 var Anwari den enda tävlande från Afghanistan vid VM i Budapest och han slutade på 52:a plats på 50 meter bröstsim och på 66:e plats på 50 meter fjärilsim. Vid kortbane-VM 2022 i Melbourne slutade Anwari på 74:e plats på 50 meter frisim och på 62:a plats på 50 meter fjärilsim.
Vid VM 2024 i Doha slutade Anwari på 49:e plats på 50 meter bröstsim och på 70:e plats på 100 meter bröstsim.  Vid olympiska sommarspelen 2024 i Paris blev han utslagen i försöksheatet på 50 meter frisim och slutade på totalt 63:e plats. Anwari skulle tävlat i 50 meter frisim och 50 meter ryggsim vid kortbane-VM 2024 i Budapest, men startade inte i någon av grenarna.